# سعدون دو
سعدون دو، روستایی از توابع بخش نیسان شهرستان هویزه در استان خوزستان ایران است.

## جمعیت
این روستا در دهستان بنی‌صالح قرار دارد و براساس سرشماری مرکز آمار ایران در سال ۱۳۸۵، جمعیت آن ۲۴۵ نفر (۵۳خانوار) بوده‌است.